# 茅沼駅
茅沼駅（かやぬまえき）は、北海道川上郡標茶町字コッタロ原野北17線にある、北海道旅客鉄道（JR北海道）釧網本線の駅である。駅番号はB59。
事務管理コードは▲111604。タンチョウが来る駅として知られる。

## 歴史

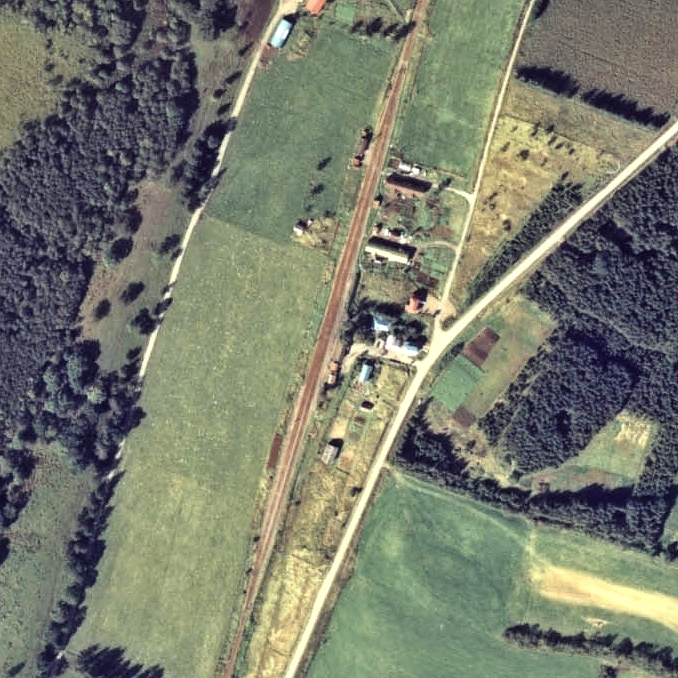
1977年の茅沼駅と周囲約500m範囲。上が網走方面。釧路湿原の北端の駅の一つ。シラルトロ湖北部の開拓地。現在では駅を含めてこの一帯は、国立公園内の普通地域という若干の制約がある地区になっている。駅舎側の単式ホーム1面1線と副本線。駅裏釧路側に引込み線がもう一本あるはずだが、不明瞭でこの写真では判らない。後に無人化に併せ、副本線は釧路側分岐が切られて引込み線化された。

### 年表
- 1927年（昭和2年）9月15日：国有鉄道の駅として開業[3][4]。一般駅[1]。
- 1973年（昭和48年）2月5日：貨物・荷物扱い廃止し、旅客駅となる。職員は連査閉塞に伴う運転扱い要員のみ配置となり出札業務を終了[5]。
- 1986年（昭和61年）
  - 10月10日：キハ183系（N183系）の試乗会を釧路駅 - 当駅間で実施[5]。
  - 11月1日：釧網本線閉塞方式電子符号照査式化に伴い職員配置終了[5]。
- 1987年（昭和62年）4月1日：国鉄分割民営化によりJR北海道に継承[1]。
- 1989年（平成元年）：駅舎改築[6][7]。
- 2023年（令和5年）
  - 6月17日：同日北海道新聞がJR北海道が当駅含む道内42駅を廃止検討している、と報道する[8]。これについて、標茶町はJR北海道から事前に特に廃止の打診を受けてはいなかった[9]。
  - 6月20日：同日標茶町役場をJR北海道担当者が訪れ、現時点で廃止の予定がないことを説明[9]。このため標茶町では特にJR北海道と協議には入らず、引き続き口頭で存続の申し入れを続ける方針となった[9]。

### 駅名の由来
1973年（昭和48年）に国鉄北海道総局が発行した『北海道　駅名の起源』では「もともとこの地は『二つ山』といったところであるが、駅の付近一帯はカヤの群生する沼地で、駅名はこれによったものである」と紹介している。
これについてアイヌ語研究者の山田秀三は「シラルトロ湖の事を茅沼としたのではなかろうか」と推測している。

### タンチョウが来る駅

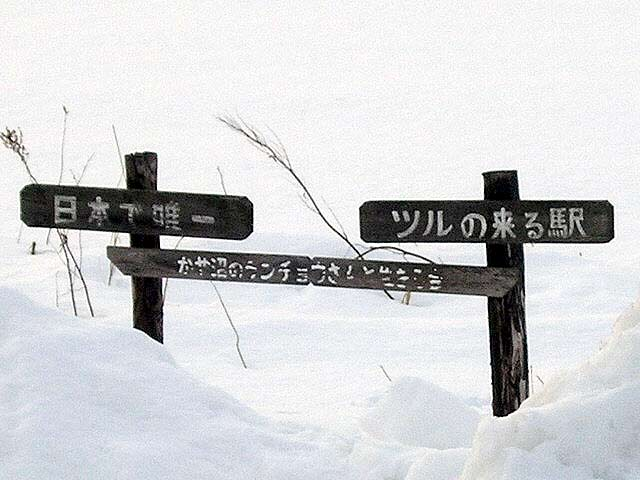
観光看板（2004年2月）

1964年（昭和39年）に発生した水害により営巣地を失ったタンチョウに駅員が餌付けをし始め、以来当駅にはタンチョウが来訪するようになった。
駅長の交代時にも事務引継ぎ事項として餌やりが明記され、無人化後は地元町民や駅前の民宿の手によって餌付けが行われている。

## 駅構造
単式ホーム1面1線の地上駅。かつては副本線（旅客ホームなし）や側線を有していた。
釧路駅管理の無人駅となっており、駅舎は三角屋根のログハウスとなっている。改築前の駅舎は木造駅舎であった。

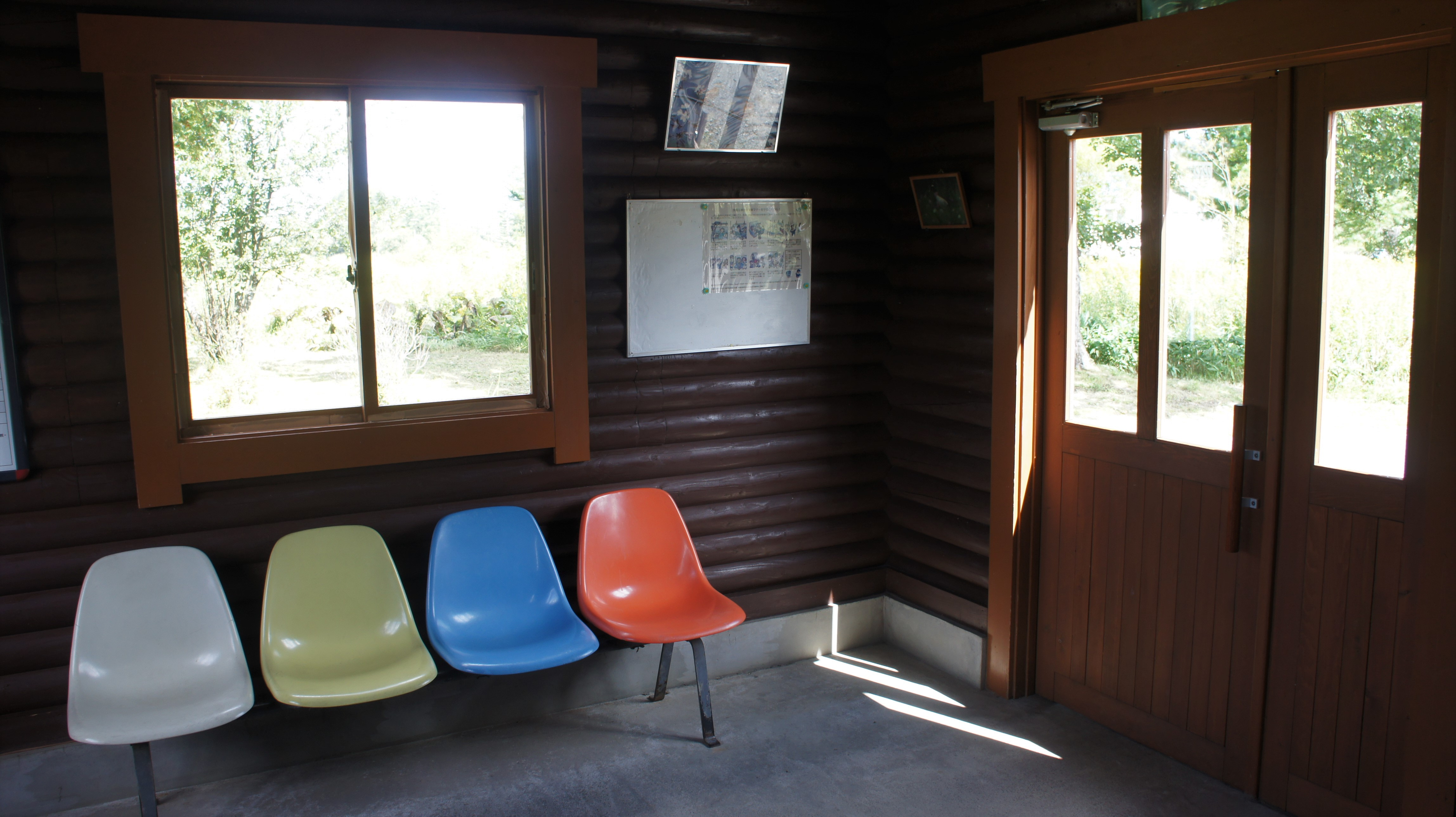
待合室（2018年9月）
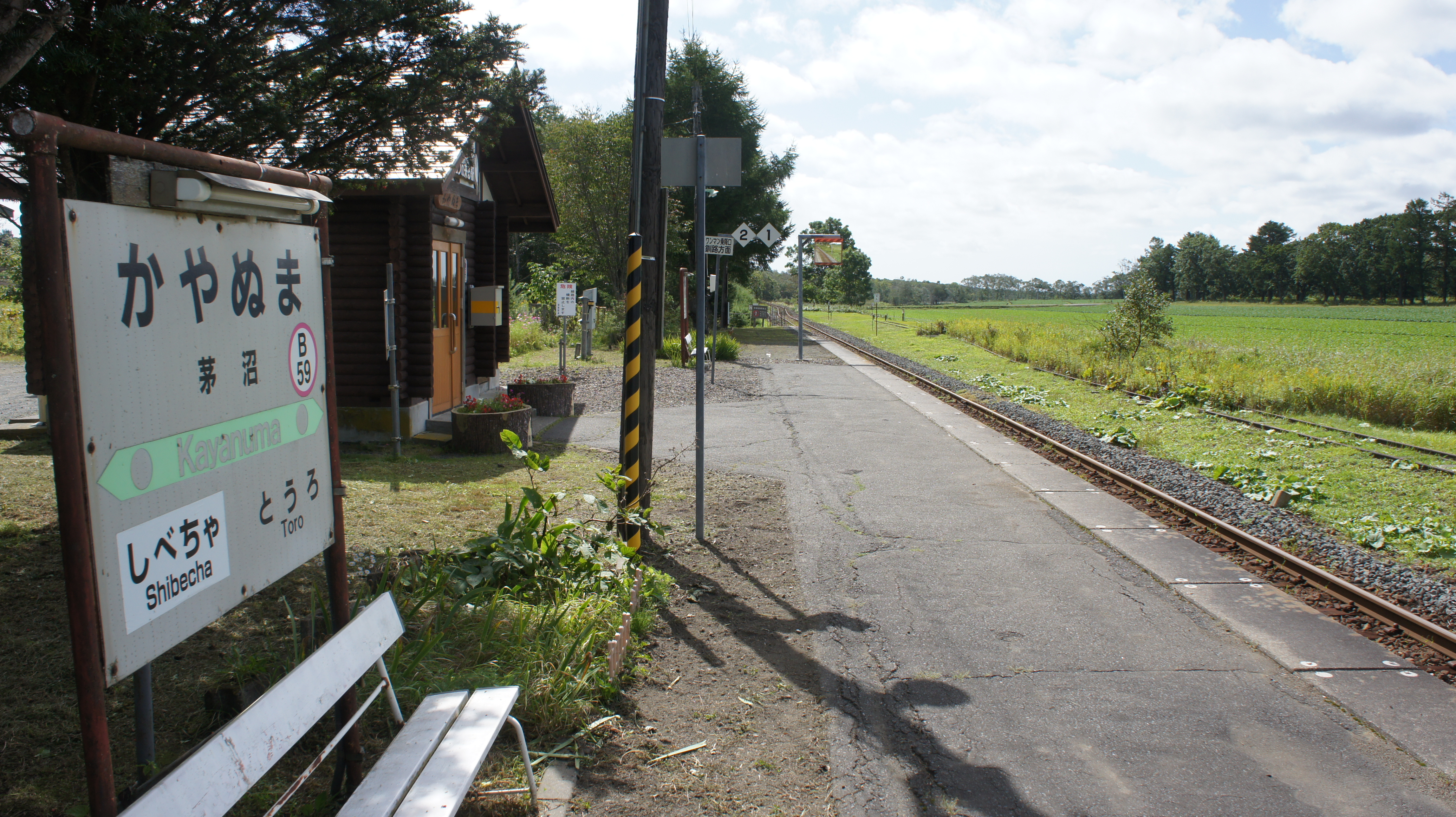
ホーム（2018年9月）
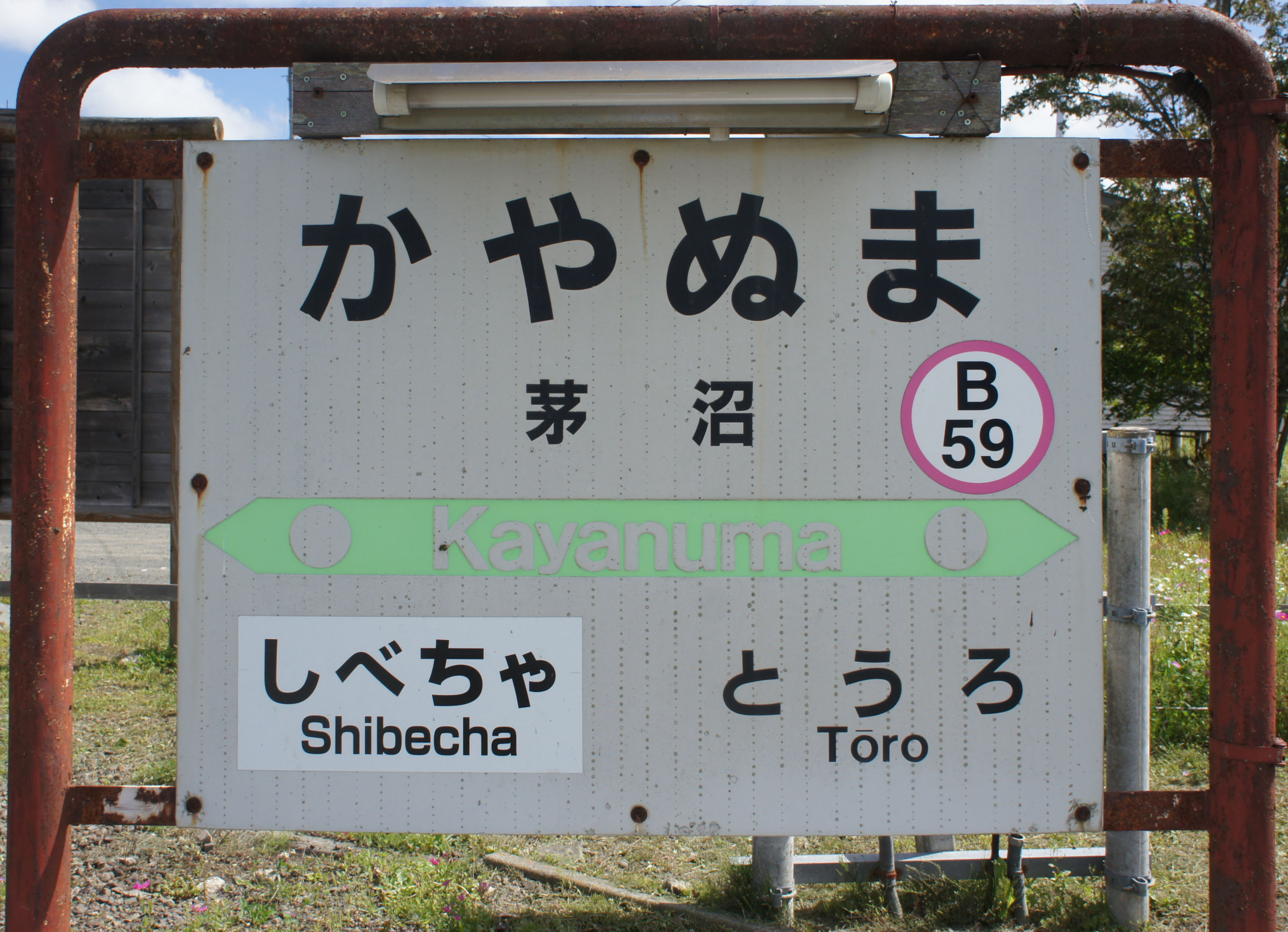
駅名標（2018年9月）

## 利用状況
乗車人員の推移は以下のとおり。年間の値のみ判明している年については、当該年度の日数で除した値を括弧書きで1日平均欄に示す。乗降人員のみが判明している場合は、1/2した値を括弧書きで記した。
また、「JR調査」については、当該の年度を最終年とする過去5年間の各調査日における平均である。
| 年度               | 乗車人員 | 乗車人員 | 乗車人員     | 出典       | 備考 |
| 年度               | 年間     | 1日平均  | JR調査       | 出典       | 備考 |
| ------------------ | -------- | -------- | ------------ | ---------- | ---- |
| 1975年（昭和50年） | 2,914    | (8.0)    |              | [ 12 ]     |      |
| 1976年（昭和51年） | 3,189    | (8.7)    |              | [ 12 ]     |      |
| 1978年（昭和53年） |          | 8        |              | [ 13 ]     |      |
| 1981年（昭和56年） | 3,285    | (9.0)    |              | [ 12 ]     |      |
| 1982年（昭和57年） | 2,920    | (8.0)    |              | [ 12 ]     |      |
| 1983年（昭和58年） | 2,555    | (7.0)    |              | [ 12 ]     |      |
| 1984年（昭和59年） | 2,920    | (8.0)    |              | [ 12 ]     |      |
| 1985年（昭和60年） | 2,920    | (8.0)    |              | [ 12 ]     |      |
| 1986年（昭和61年） | 3,285    | (9.0)    |              | [ 12 ]     |      |
| 1987年（昭和62年） | 3,650    | (10.0)   |              | [ 12 ]     |      |
| 1988年（昭和63年） | 2,928    | (8.0)    |              | [ 12 ]     |      |
| 1989年（平成元年） | 2,555    | (7.0)    |              | [ 12 ]     |      |
| 1990年（平成02年） | 2,555    | (7.0)    |              | [ 12 ]     |      |
| 1991年（平成03年） | 2,038    | (5.6)    |              | [ 12 ]     |      |
| 1992年（平成04年） | 1,953    | (5.4)    |              | [ 12 ]     |      |
| 1993年（平成05年） | 2,047    | (5.6)    |              | [ 12 ]     |      |
| 1994年（平成06年） | 1,825    | (5.0)    |              | [ 12 ]     |      |
| 1995年（平成07年） | 1,830    | (5.0)    |              | [ 12 ]     |      |
| 2015年（平成27年） |          |          | 「10名以下」 | [ 12 ]     |      |
| 2016年（平成28年） |          |          | 2.2          | [ JR北 1 ] |      |
| 2017年（平成29年） |          |          | 2.0          | [ JR北 2 ] |      |
| 2018年（平成30年） |          |          | 2.8          | [ JR北 3 ] |      |
| 2019年（令和元年） |          |          | 3.2          | [ JR北 4 ] |      |
| 2020年（令和02年） |          |          | 3.0          | [ JR北 5 ] |      |
| 2021年（令和03年） |          |          | 2.8          | [ JR北 6 ] |      |
| 2022年（令和04年） |          |          | 2.0          | [ JR北 7 ] |      |
| 2023年（令和05年） |          |          | 0.8          | [ JR北 8 ] |      |

## 駅周辺
ラムサール条約登録湿地、釧路湿原のエリア内に位置する。
- 北海道道959号シラルトロ湖線
- シラルトロ沼
- 茅沼温泉（くしろ湿原パーク「憩の家 かや沼」） - 駅から南に約1.2kmの町営の温泉宿。
- 国鉄C58形蒸気機関車の動輪 - 国鉄清算事業団が売却した当駅のホーム脇の旧鉄道用地に置かれている。土地・動輪ともに鳥塚亮が所有・設置している[14]。

## 隣の駅
北海道旅客鉄道（JR北海道）
■釧網本線
標茶駅 (B61) - *五十石駅 (B60) - 茅沼駅 (B59) - 塘路駅 (B58)
*打消線は廃駅

### JR北海道
1. ↑  「釧網線（東釧路・網走間）」（PDF）『線区データ（当社単独では維持することが困難な線区）』、北海道旅客鉄道、2017年12月8日。オリジナルの2017年12月9日時点におけるアーカイブ。2017年12月10日閲覧。
2. ↑  「釧網線（東釧路・網走間）」（PDF）『線区データ（当社単独では維持することが困難な線区）(地域交通を持続的に維持するために)』、北海道旅客鉄道株式会社、3頁、2018年7月2日。オリジナルの2018年8月19日時点におけるアーカイブ。2018年8月19日閲覧。
3. ↑  “釧網線（東釧路・網走間）” (PDF). 線区データ（当社単独では維持することが困難な線区）(地域交通を持続的に維持するために).   北海道旅客鉄道. p. 3 (2019年10月18日). 2019年10月18日時点のオリジナルよりアーカイブ。2019年10月18日閲覧。
4. ↑  “釧網線（東釧路・網走間）” (PDF). 地域交通を持続的に維持するために > 輸送密度200人以上2,000人未満の線区（「黄色」8線区）.   北海道旅客鉄道. p. 3 (2020年10月30日). 2020年11月2日時点のオリジナルよりアーカイブ。2020年11月2日閲覧。
5. ↑  “駅別乗車人員  特定日調査（平日）に基づく”.   北海道旅客鉄道. 2022年8月3日時点のオリジナルよりアーカイブ。2022年8月14日閲覧。
6. ↑  “駅別乗車人員  特定日調査（平日）に基づく”.   北海道旅客鉄道. 2022年9月3日時点のオリジナルよりアーカイブ。2022年9月3日閲覧。
7. ↑  “駅別乗車人員  特定日調査（平日）に基づく”.   北海道旅客鉄道. 2023年11月10日時点のオリジナルよりアーカイブ。2023年11月10日閲覧。
8. ↑  “駅別乗車人員  特定日調査（平日）に基づく”.   北海道旅客鉄道 (2024年). 2024年9月9日時点のオリジナルよりアーカイブ。2024年9月9日閲覧。